# 安我保險
安我保險有限公司（英語：Avo Insurance Company Limited）簡稱Avo，是香港第二間獲香港虛擬保險牌照的公司，於2019年成立。

## 名字由來
Avo名字源自牛油果（Avocado）。標誌及吉祥物是一粒卡通化的牛油果「Cado」。

## 歷史
Avo於2019年10月19日正式開業，初期為亞洲保險及高瓴資本的合資企業，推出三款保險產品，其後於2020年4月8日宣布，獲數據科技公司Two Sigma投資。